# Rolante
Rolante is een gemeente in de Braziliaanse deelstaat Rio Grande do Sul. De gemeente telt 20.306 inwoners (schatting 2009).

## Aangrenzende gemeenten
De gemeente grenst aan Riozinho, Santo Antônio da Patrulha, São Francisco de Paula en Taquara.